# Dichichthys
Dichichthys ist eine Gattung kleiner Haie aus der Ordnung der Grundhaie (Carcharhiniformes), die im westlichen Indischen Ozern und im westlichen Pazifik vorkommt. Das Verbreitungsgebiet der Fische reicht von der Küste Javas im Westen bis zu den japanischen Ryūkyū-Inseln im Norden und erstreckt sich nach Südosten über das Korallenmeer und Vanuatu bis zur Nordinsel Neuseelands. Die fünf Arten der Gattung leben in Tiefen von 170 bis 1500 Metern und wurden bisher nur wenig erforscht.

## Merkmale
Dichichthys-Arten erreichen eine Gesamtlänge von 55 bis 105 Zentimeter und haben einen relativ langen Rumpf, der sich allmählich zum Schwanz hin verjüngt. Damit haben sie die typische schlanke Gestalt der Katzenhaie (Scyliorhinidae). Der Abstand zwischen Brust- und Bauchflossen beträgt 18,4 bis 26,1 % der Gesamtlänge. Der Schwanz ist mittellang, der Abstand vom Bauchflossenansatz bis zum ventralen Schwanzflossenansatz liegt bei 22,2 bis 29,4 % der Gesamtlänge. Der Schwanzstiel ist kurz und seitlich abgeflacht. Ein auffälliger Kamm aus vergrößerten Dentikeln verläuft auf der dorsalen und ventralen Mittellinie des Schwanzstiels und erstreckt sich in unterschiedlichem Maße auf den oberen bzw. unteren Schwanzflossenlappen. Die Augen sind linsen- oder schlitzförmig, mit breiten subokularen Graten unterhalb der Augen. Die vorderen Nasenklappen sind kurz, schmal dreieckig und reichen nicht bis zur Oberlippe. Hintere Nasenklappen sind vorhanden, aber niedrig. Die Labialfurchen sind mäßig lang. Die Oberlippen sind mit den Unterlippen verbunden. Die Oberlippen sind kürzer als die Nasenlöcher breit sind und liegen weit hinter den Symphysen. Im Brustflossenskelett ist das Mesopterygium größer als das Propterygium. Die Bauchflossen sind kleiner als die Afterflosse. Der Ursprung der ersten Rückenflosse liegt kurz vor oder hinter den Bauchflossenansätzen. Die zweite Rückenflosse ist wesentlich größer als die erste aber kleiner als die Afterflosse.
Die Eikapseln der Gattung Dichichthys sind gebogen und besitzen am hinteren Ende zahlreiche, biegsame und lang gewickelte Fasern.

## Systematik
Die Gattung Dichichthys wurde 1966 mit der Erstbeschreibung von Dichichthys melanobranchus eingeführt und der Familie der Katzenhaie zugeordnet. Der US-amerikanische Meeresbiologe Leonard Compagno stellte die Art 1984 in die Gattung Parmaturus. Die Katzenhaiunterfamilie Pentanchinae, zu der Parmaturus gehörte, wurde 2005 vom Status einer Unterfamilie in den Rang einer eigenständigen Familie erhoben. 2024 wurde die Gattung Dichichthys im Zuge der Erstbeschreibung von Dichichthys satoi wieder revalidiert und der neu eingeführten monotypischen Familie Dichichthyidae zugeordnet. Sequenzen des mitochondrialen NADH2-Gens zeigten, dass Dichichthys nicht zur Familie Pentanchidae gehört und auch nicht zu den Katzenhaien oder den Atelomycteridae. Neben Dichichthys melanobranchus als Typusart und Dichichthys satoi wurden in die Gattung drei weitere, ehemals zu Parmaturus gehörende Arten eingeordnet.

## Arten
Zur Gattung Dichichthys gehören fünf Arten:
- Weissspitzen-Katzenhai (Dichichthys albimarginatus (Séret & Last, 2007))
- Beigefarbener Katzenhai (Dichichthys bigus (Séret & Last, 2007))
- Schwarzkiemen-Katzenhai (Dichichthys melanobranchus Chan, 1966)
- Dichichthys nigripalatum (Fahmi & Ebert, 2018)
- Dichichthys satoi White, Stewart, O’Neill & Naylor, 2024